# Stefan de Bod
Stefan de Bod (født 17. november 1996 i Stellenbosch) er en cykelrytter fra Sydafrika, der er på kontrakt hos Terengganu Cycling Team.